# アレクサンドレ1世 (イメレティ王)
アレクサンドレ1世（グルジア語: ალექსანდრე I、グルジア語ラテン翻字: Aleksandre I、1389年没）は、イメレティ王国の王（在位期間1387年–1389年）。

## 生涯
アレクサンドレはイメレティ公バグラト1世の子として誕生。母親はサムツヘ公国のジャケリ家クヴァルクヴァレ1世の娘であった。具体的な出生年は不明だが、1358年以降の誕生とされる。
1372年に父のバグラト1世が死去すると、アレクサンドレはジョージア王バグラト5世によりイメレティ公に任命された。1387年、アレクサンドレはティムールのジョージア侵攻を利用し、ゲラティ修道院にて自らをイメレティ王と宣言した。だがクタイシはジョージア王バグラト5世の忠誠者の手に残り、またサメグレロ公国、グリア公国、アブハジア公国、スヴァネティ公国の公爵は参加を拒否した。アレクサンドレはイメレティのいくつかの要塞の占領には成功したものの、クタイシを支配下に置くことはできなかった。
アレクサンドレは1389年に死去。イメレティ王の地位は、弟のギオルギに引き継がれた。

## 家族
アレクサンドレはアナ・オルベリアニと結婚し、子供2人をもうけた。
- デメトレ - イメレティ公。1455年没。
- タマル（フランス語版） - ジョージア王アレクサンドレ1世の王妃。1441年没。